# Bitwa pod Qamdo
Bitwa pod Qamdo – główne starcie zbrojne w czasie wojny chińsko-tybateńskiej, mające miejsce 7 października 1950 w pobliżu miasta Qamdo we wschodnim Tybecie.

## Przebieg
Realizując plan zdobycia Tybetu, Chińska Armia Ludowo-Wyzwoleńcza wkroczyła na terytorium swojego południowo-zachodniego sąsiada. Licząca łącznie ok. 8 tys. żołnierzy armia tybetańska rozpoczęła odwrót. Główną tego przyczyną, obok przytłaczającej przewagi liczebnej Chińczyków, była pokojowa polityka gubernatora Khamu – Ngabo Ngałag Dzigme, który został tuż przed chińską agresją nowym dowódcą armii tybetańskiej. Nakazał on rozbiórkę nowo wzniesionych umocnień i nie przyjął posiłków złożonych z lokalnych sił wojowniczych Khampów.
Tymczasem chińskie wojska posuwały się bardzo szybko i jeszcze tego samego dnia 156 Grupa zajęła niebronione Qamdo, a 155 Grupa odcięła odwrót Tybetańczykom. Doszło do ostrej wymiany ognia, gdyż Tybetańczycy nie chcieli się poddać. Przewaga chińska była jednak ogromna, a wojska tybetańskie nie były zdolne do stawiania długotrwałego oporu w otwartym polu. Ostatecznie Ngapoi Ngawang Dzigme z resztą sił zdołał się przedrzeć na zachód. Tybetańczycy stracili 180  żołnierzy zabitych i rannych, a Chińczycy 114 zabitych i rannych.

## Po bitwie
Klęska Tybetańczyków pod Qamdo przypieczętowała losy wojny już jej pierwszego dnia. Siły Dzigme musiały się wkrótce poddać, gdyż wszystkie drogi w kierunku Lhasy zostały opanowane przez armię chińską (157 Grupa) i przebicie się do stolicy było niemożliwe. Przed Chińczykami skapitulowało ok. 2700 tybetańskich żołnierzy. Ngabo Ngałag Dzigme był w niewoli traktowany bardzo dobrze. Został nawet mianowany zastępcą dowódcy Chińskiej Armii Ludowej w Tybecie oraz liderem tybetańskich struktur KPCh.
Kilka drobnych potyczek stoczył jeszcze tylko Lhalu Cełang Dordże, poprzednik Jigme na stanowisku gubernatora Khamu i inicjator budowy umocnień w rejonie Qamdo. Walki te nie mogły jednak zmienić losów wojny, a sam Dordże został wkrótce otoczony. Z kolei pozostałe siły tybetańskie starały się skoncentrować wokół stolicy i organizować jej obronę. Chińskie wojska nie przypuściły jednak szturmu na Lhasę; zatrzymały się 200 km od niej i rozpoczęto negocjacje.